# Манакін перуанський
Манакін перуанський (Chloropipo unicolor) — вид горобцеподібних птахів родини манакінових (Pipridae).

## Поширення
Вид поширений в Еквадорі та Перу. Його природне середовище проживання — субтропічні або тропічні вологі гірські ліси.

## Спосіб життя
Трапляється серед дерев на висоті 1-8 м, іноді асоціюється зі змішаними зграями. Харчується плодами.